# Академия Брера
Академия изящных искусств Брера (итал.  l'Accademia di Belle Arti di Brera) — государственное высшее учебное заведение (академия изящных искусств) в Милане, Италия, известное своими выпускниками и выдающейся художественной коллекцией (Пинакотека Брера).

## Название
Академия получила своё название от дворца, в котором расположена, а название дворца происходит от именования исторического квартала Брера, от средневекового слова «braida», или «brera», восходящего к лангобардскому «brayda», в латинском написании: «praedium», что означает «недвижимость, собственность, поместье».

## История
Академия была основана в 1776 году австрийской императрицей Марией Терезией (в то время Австрии принадлежала значительная часть северной Италии, и в том числе Милан). Императрица Мария Терезия, как и её современница, Екатерина Вторая, была поборником просвещённого абсолютизма, и поэтому охотно учреждала разного рода образовательные и научные заведения. Академия изящных искусств была размещена во дворце Брера, который был построен в 1615 году известным зодчим Франческо Мария Рикини; вплоть до изгнания (Уничтожение ордена иезуитов) из Австрии иезуитов за три года до создания академии, в 1773 году, там размещался иезуитский коллегиум.
Кроме академии изящных искусств, в здании дворца Брера, по приказанию Марии Терезии, были размещены: астрономическая обсерватория, физико-химические лаборатории, Палатинская школа философии и права, гимназия, библиотека (англ.), сельскохозяйственное общество, а с 1806 года и Пинакотека — собрание картин. Решающее значение в реорганизации Академии и создании Пинакотеки Брера в начале XIX века имела деятельность Джузеппе Босси. На заднем дворе дворца, на месте иезуитского сада с лекарственными травами, был размещён небольшой ботанический сад. Основанный аббатом и ботаником Фульдженцио Витманом, ботанический сад площадью всего 5000 м² долгое время пребывал в запустении, но был восстановлен в 1998 году, сохранив некоторые экземпляры редких растений, в частности, старейшее в Европе дерево гинкго билоба.
В дальнейшем академия Брера стала одним из ключевых художественных учебных заведений Италии, а её музей — одним из важнейших художественных собраний страны, и главным художественным музеем Милана. В 2010 году было подписано соглашение о переводе академии в бывшие военные казармы, чтобы здание дворца Брера целиком принадлежало пинакотеке, но по состоянию на начало 2017 года переезда не произошло.

## Академия сегодня
Как и другие государственные академии художеств Италии, академия Брера подчиняется итальянскому министерству образования. В соответствии с указом президента № 212 от 8 июля 2005 года, академия может присваивать учёные степени, вплоть до докторских.
Академия имеет три отделения: отделение изобразительного искусства, с образовательными курсами декоративно-прикладного искусства, графики, живописи и скульптуры; отделение дизайна и прикладного искусства, в котором есть курсы по художественной реставрации, промышленному дизайну, новым технологиям в искусстве и сценическому дизайну; и отделение коммуникации и образования в области искусства с курсами по сохранению культурного наследия и художественному образованию.
На сегодняшний день в академии обучается более четырёх с половиной тысяч студентов и аспирантов, в том числе около 1000 иностранцев. Академия участвует в программе Эразмус и обменивается студентами и преподавателями с учебными заведениями в других странах, как в Европе, так и за её пределами.

## Художественный музей
Картинная галерея Академии, известная как Пинакотека Брера, была открыта в 1806 году, в эпоху Наполеона. Большое количество картин было конфисковано у итальянских монастырей и привезено в Милан, в пинакотеку. Для первоначального размещения музея была перестроена монастырская церковь Санта-Мария-ин-Брера, а её старинный фасад снесён. Ныне Пинакотека занимает 38 залов дворца. В 1882 году пинакотека стала административно независимой от академии, но оба учреждения культуры по-прежнему занимают дворец Брера.

## Директора Академии
- Франческо Айец 1860—1882
- Джузеппе Бертини. 1882—1898

## Преподаватели и выпускники
Среди наиболее известных выпускников академии — лауреат Нобелевской премии по литературе писатель Дарио Фо, среди наиболее известных преподавателей — художник Франческо Айец, некоторые картины которого можно увидеть в Пинакотеке Брера, а также Луиджи Сабателли.
Среди профессоров и студентов Академии следует также назвать следующих:
Джузеппе Бертини, Жак-Луи Давид, Бертель Торвальдсен, Антонио Канова, Валерио Адами, Джузеппе Лонги, Бруно Мунари, Джой Чезаре Коломбо,Марино Марини, Пьеро Мандзони, Камилло Бойто, Умберто Петтиниккьо, Ванесса Бикрофт, Гаэтано Превиати, Антонио Сант-Элиа, Джузеппе Босси, Джанни Коломбо, Медардо Россо, Арнальдо Помодоро, Данте Парини, Лука Бельтрами, Адольфо Вильдт, Эннио Квирино Висконти, Лучано Фабро, Франко Берарди, Луиджи Каноника, Фридрих фон Шмидт, Карло Бугатти, Лучо Фонтана, Кендзико Азума, Акилле Фуни, Джованни Сегантини, Энрико Бай, Фернандо Каркупино, Винченцо Камуччини, Карло Карра.